# Bernardo Gaspar Lopes
Bernardo Morgado Gaspar Lopes (* 30. Juli 1993 in Cascais, Portugal) ist ein portugiesisch-gibraltarischer Fußballspieler. Er ist seit 2015 bei den Lincoln Red Imps aktiv.

## Karriere

### Verein
Lopes, der auch im Mittelfeld einsetzbar ist, begann seine Karriere in den Jugendabteilungen verschiedener portugiesischer Vereine. Bis 2011 spielte er bei Estoril Praia, im Alter von 18 Jahren ging es dann zum portugiesischen Rekordmeister Benfica Lissabon. Weil er sich in der Hauptstadt nicht durchsetzen konnte, wechselte er zu Louletano DC in die Algarve. Nach zwei Jahren zog er abermals weiter und ging auf die Insel Madeira, zum Erstligisten Marítimo Funchal. Dort wurde er allerdings nur in der B-Mannschaft eingesetzt. Nach nur einer Saison verließ er 2015 sein Heimatland erstmals, blieb aber auf der Iberischen Halbinsel: Lopes unterschrieb gibraltarischen Rekordmeister Lincoln Red Imps, für den er seitdem spielt. Im britischen Überseegebiet war er von Beginn an Stammspieler und ist mit insgesamt über 200 Einsätzen der Rekordspieler des Klubs. Mehrfach gewann er dazu die gibraltarische Meisterschaft und den Rock Cup, den Pokalwettbewerb. Sein Debüt in der Qualifikation zur UEFA Champions League gab er in der Saison 2016/17 in der ersten Runde beim 1:2 gegen Flora Tallinn aus Estland. Der Verein überstand die erste Runde und mit Lopes in der Startelf gelang im Hinspiel der zweiten Qualifikationsrunde eine Sensation: Man besiegte mit Celtic Glasgow aus Schottland einen internationalen Topclub. Das Rückspiel in Glasgow verloren die Gibraltarer allerdings mit 0:3, womit das Aus in der Qualifikation feststand.

### Nationalmannschaft
Lopes, der in Portugal geboren und aufgewachsen ist, ist für den gibraltarischen Fußballverband spielberechtigt, nachdem er für mindestens fünf Jahre in Gibraltar wohnhaft war. Sein Debüt in der A-Nationalmannschaft gab er am 23. März 2022 im Testspiel gegen Grenada.